# Egjert
Egjert este o comună din departamentul Aïoun El Atrouss, Regiunea Hodh El Gharbi, Mauritania, cu o populație de 6.914 locuitori.